# San Corbiniano
San Corbiniano, även benämnd San Corbiniano all'Infernetto, är en kyrkobyggnad och titelkyrka i Rom, helgad åt den helige biskopen Corbinianus (död 730). Kyrkan är belägen vid Via Ermanno Wolf Ferrari i zonen Castel Fusano och tillhör församlingen San Corbiniano. Infernetto är ett område i Roms Municipio X.

## Historia
Kyrkan uppfördes efter ritningar av arkitekten Umberto Riva och konsekrerades av påve Benedikt XVI den 20 mars 2011.

## Titelkyrka
Kyrkan stiftades som titelkyrka av påve Benedikt XVI år 2010.
Kardinalpräster
- Reinhard Marx: 2010–

## Kommunikationer
- Järnvägsstationen Casal Bernocchi-Centro Giano på linjen Roma-Lido